# Cyrylizacja języka polskiego
Cyrylizacja języka polskiego – zbiór projektów alfabetów cyrylickich do zapisu języka polskiego. Najważniejsze powstały w okresie zaborów po klęsce powstania styczniowego w 1863 roku.

## Projekt z 1863 roku
W wyniku nieudanego powstania styczniowego car Aleksander II Romanow powołał Komitet Ustawodawczy, który miał na celu poddanie Królestwa Polskiego pod ogólne prawa Imperium Rosyjskiego. Komitet zajmował się między innymi reformą szkolnictwa, a przez to, że wielu jego członków było tak zwanymi słowianofilami, zrodził się pomysł zastąpienia polskiego alfabetu cyrylickim.
Przez to, że szkoły polskie wtedy jednocześnie rusyfikowano, nie powstawało wielu oficjalnych sytuacji, w których w ogóle mógł być używany język polski. Dlatego cyrylica nie przyjęła się w społeczeństwie.
W książce „Elementarz dla dzieci wiejskich” wydanej w 1865 roku jest przedstawiony następujący wariant polskiej cyrylicy:
| А а a | Б б b     | В в w     | Г г g     | Д д d | Е е je/ie | Ё ё jo/io | Ж ж ż    | З з z     | И и i | I i i |
| К к k | Л л ł/l   | М м m     | Н н n     | О о o | О̂ о̂ ó     | П п p     | Р р r    | Р̌ р̌ rz    | С с s | Т т t |
| У у u | Ф ф f     | Х х ch    | Х̾ х̾ h     | Ц ц c | Ч ч cz    | Ш ш sz    | Щ щ szcz | Ъ ъ -     | Ы ы y | Ь ь ´ |
| Э э e | Ю ю ju/iu | Ю̂ ю̂ jó/ió | Я я ja/ia | Й й j | А̨ а̨ ą     | Я̨ я̨ ją/ią | Э̨ э̨ ę    | Е̨ е̨ ję/ię |       |       |

Ten alfabet jest bardzo nietypowy w porównaniu z innymi wariantami cyrylicy, między innymi dlatego, że litery О̂, Р̌, Ю̂, А̨, Я̨, Э̨ i Е̨ nie występują nigdzie poza nim, a znaczek nad Х̾ jest reliktem języka cerkiewnosłowiańskiego.
W ortografii używającej tego alfabetu widoczne są również wpływy rosyjskiego:
- obecność samogłosek jotowanych; (Е, Ё, Ю, Ю̂, Я, Я̨ i Е̨)
- ъ na końcu słów, jeśli kończą się twardą spółgłoską;
- po Ж, Р̌, Ч, Ш i Щ zamiast Э, Ы i Э̨ są pisane Е, И (lub І) i Е̨[4]
- zamiast И przed samogłoskami jest pisana І.

W alfabecie nie występuje Ѣ.

## Na Białorusi
Wśród Polaków na Białorusi znajomość polskiego jest praktycznie zerowa, więc do zapisów polskich tekstów religijnych stosuje się cyrylicki alfabet, stworzony na wzór rosyjskiego i białoruskiego. W tym alfabecie nie ma specjalnych oznaczeń na samogłoski nosowe oraz Ch, Ó i Rz nie są odróżniane od H, U i Ż.

## Przykłady tekstów
„Modlitwa Pańska – Ojcze nasz”.
| Łacinka: Modlitwa Pańska Ojcze nasz, któryś jest w niebiesiech, święć się Imię Twoje; przyjdź królestwo Twoje; bądź wola Twoja, jako w niebie tak i na ziemi. Chleba naszego powszedniego daj nam dzisiaj i odpuść nam nasze winy, jako i my odpuszczamy naszym winowajcom. I nie wódź nas na pokuszenie, ale nas zbaw ode złego. Amen. | Cyrylica z 1865 r.: Модлитва Паньска Ойче нашъ, кто̂рысь естъ въ небесехъ, све̨ць се̨ Име Твое; пр̌ійдзь кро̂лество Твое; ба̨дзь воля Твоя, яко въ небе такъ и на земи. Хлеба нашего повшеднего дай намъ дзисяй и одпусць намъ наше вины, яко и мы одпущамы нашимъ виновайцомъ. И не во̂дзь насъ на покушене, але насъ збавь одэ злэго. Амэнъ. | Cyrylica białoruska: Модлитва Паньска Ойчэ наш, ктурысь ест в небесех, сьвенць се Име Твое; пшыйдзь Крулество Твое; боньдзь воля Твоя, яко в небе так и на земи. Хлеба нашэго повшэднего дай нам дзисяй и одпусьць нам нашэ вины, яко и мы одпушчамы нашым виновайцом. И не вудзь нас на покушэне, але нас збав одэ злэго. Амэн. |